# Citroën Dyane
Citroën Dyane foi um veículo produzido entre 1967 e 1983 pela Citroën. Foi projectado para ser o sucessor do Citroën 2CV, mas não resistiu ao mito criado em volta do seu antecessor.

Com um total de 1 443 583 exemplares comercializados, este modelo que usava a mesma plataforma que o 2CV, teve a sua produção interrompida em 1983, 6 anos antes do fim do 2CV.

## Portugal
A fábrica portuguesa da Citroën, localizada em Mangualde, produziu naquele período 27 660 automóveis deste modelo. Foram produzidas para o mercado português duas versões exclusivas deste modelo: a Dyane Dyanissima e a Dyane Nazaré.